# Torre de la Alfándiga
La torre de la Alfándiga [en ocasiones llamada también castillo de Algimia de Almonacid] (en valenciano: Torre de l'Alfàndiga) es una antigua torre defensiva medieval de origen andalusí, localizada en el término municipal de Algimia de Almonacid (Alto Palancia, Comunidad Valenciana, España), a dos kilómetros del núcleo actual de población, declarada Bien de Interés Cultural con la calificación de Monumento en 2003. La torre formaba parte de la estructura defensiva de la zona vinculada a una red de torres y castillos que permitían controlar y vigilar las comunicaciones desde Algimia y Alcudia de Veo, así como servir de aviso de las incursiones en la Sierra de Espadán. Así, la torre de la Alfándiga enlazaba con el Castillo de Almonecir. Se trata de una construcción de planta sobre un promontorio. Está construida con paredes de tapial islámico y hubo que nivelar el terreno con mampostería. Su acceso se conserva a través de una puerta situada dos metros por encima de la base, como es típico en la tipología de torres vigía andalusíes. En el interior se encuentra una bóveda que, posiblemente, cumplía la función de cubrir los almacenes de provisiones.